# 藤原武良自
藤原 武良自（ふじわら の むらじ）は、奈良時代の貴族。名は武良士または武良志とも記される。藤原南家、右大臣・藤原豊成の長男。官位は従五位下・丹後守。

## 経歴
天平勝宝6年（754年）従五位下に叙爵し、左京亮に任ぜられる。同年11月畿内及び七道に巡察使が派遣されると、武良自は北陸道巡察使に任命される。天平勝宝9歳（757年）5月に叔父の藤原仲麻呂が紫微内相に任ぜられて権力を掌握し、それまで右大臣として太政官の首班に立っていた父・豊成が政権の外に押し出され気味となると、同年6月に武良自は伯耆守として地方官に転じる。結局、7月に発生した橘奈良麻呂の乱に連座して、豊成は右大臣を罷免されている。
天平宝字3年（759年）には、藤原仲麻呂の子の真先・訓儒麻呂（いずれも従四位下）・朝狩（正五位下）が次々と昇進していく中、武良自は昇進が叶わないまま丹後守に転じて引き続き地方官を務めた。
天平宝字5年（761年）に長野公足が丹後守に任ぜられていることから、それまでに武良自は地方官の任期を待たずに丹後守を辞したらしい。その後、『六国史』に武良自の叙位任官記録はないが、『尊卑分脈』では良因と名乗っていたことが記されていることから、出家した可能性もある。

## 官歴
『続日本紀』による。
- 時期不詳：正六位上
- 天平勝宝6年（754年） 正月16日：従五位下。4月5日：左京亮。11月1日：北陸道巡察使
- 天平勝宝9歳（757年） 6月16日：伯耆守
- 天平宝字3年（759年） 11月5日：丹後守

## 系譜
『尊卑分脈』による。
- 父：藤原豊成
- 母：路虫麻呂の娘
- 生母不詳の子女
  - 男子：藤原長道
  - 男子：藤原長山